# Симона Халеп
Симона Халеп  (на румънски: Simona Halep) е професионална тенисистка от Румъния.
Тя започва да тренира тенис на 4-годишна възраст, по настояване на своя по-голям брат Николае. От 9 октомври 2017 г. Халеп е новата номер 1 в света в списъка на жените първи ракети по рейтинга на WTA.

## Кариера
По произход е арумънка, с корени в солунското село Сухо. Професионалната ѝ кариера стартира през 2006 г. Най-сериозният успех на младата тенисистка е спечелената титла на „Откритото първенство на Франция“ за юноши през 2008 г. Във финалния мач, Симона Халеп сломява съпротивата на своята съотечественичка Елена Богдан с резултат 6:4, 6:7, 6:2. По пътя към финала в същата турнирна надпревара, румънската тенисистка отстранява две от най-прогресиращите млади надежди в женския тенис Джесика Мур от Австралия и Аранча Рус от Холандия.
От официалния календар на ITF-турнирите, Симона Халеп е спечелила общо 10 титли (6 в индивидуални надпревари и 4 на двойки). Първата си титла на сингъл печели на 30.04.2007 г., на турнир в Букурещ. Във финала на турнира, тя побеждава сънародничката си Кристина Миту с резултат 7:6, 6:0. Интересна подробност е, че четири от тези турнири, които е спечелила Симона Халеп са се провели в румънската столица Букурещ.
През 2009 г. румънката става широко известна с това, че заради кариерата си на тенисистка се решава на операция за намаляване на гърдите (която е извършена успешно през юли 2009 г.).
През 2009 г., за първи път, Симона Халеп участва в основната схема на турнир от Големия шлем. Това се случва на „Откритото първенство на Франция“, където тя се включва сред най-добрите тенисистки в света след успешно преодоляни квалификации. В първия кръг тя надиграва холандската тийнейджърка Михаела Крайчек с резултат 6:4, 7:5, а във втория кръг отстъпва на рускинята Виталия Дяченко.
През 2010 г., румънската тенисистка достига до своя първи финален мач в турнир под егидата на Женската тенис асоциация (WTA). Това се случва в края на месец април, по време на турнира в мароканския град Фес. След успешно преминати квалификации за влизане в основната схема на турнира, Симона Халеп преодолява последователно Луцие Храдецка, Олга Савчук, Пати Шнидер и Рената Ворачова, за да достигне до финалния мач, където е отстранена от чехкинята Ивета Бенешова.
През 2013 година Симона печели първата си титла на ниво WTA (Нюрнбергер Ферзихерунгскъп 2013), а през останалата част от сезона завоюва още пет титли, последната от които е „Турнирът на шампионките“ в София, като на финала надиграва австралийската тенисистка и бивша No.4 в световната ранглиста Саманта Стоусър.
2014 г. е още по успешна за нея – на Australian Open 2014 тя за първи път стига до четвъртфиналите на турнир от Големия шлема, а малко след това Халеп печели престижната титла от Катар Тотал Оупън 2014. През сезона на клей румънката е финалистка в големия турнир Мутуа Мадрид Оупън 2014, а през юни стига и до първия си финал на турнир от Големия шлем на Ролан Гарос 2014. В третия турнир от Големия шлем за годината, Уимбълдън 2014, Халеп е полуфиналистка. В средата на юли Симона печели първото издание на домашния си турнир Букурещ Оупън 2014. В резултат на успешната си година, на 11 август 2014 г. Симона Халеп става No.2 в световната ранглиста за жени. В дебютното си участие на Шампионата на WTA Тур румънката е финалистка, но е спряна от Серина Уилямс. Халеп завършва годината под номер 3.
2015 г. Симона започва с трофей от Шънджън Оупън 2015. През февруари триумфира в Дубай, а през март печели най-престижната титла в кариерата си в Индиън Уелс.

## Финали на турнири отWTA Тура

### Сингъл: 18 (11 – 7)
| Легенда                              |
| ------------------------------------ |
| Турнири от Големия шлем (2 – 3)      |
| Шампионат на WTA Тур (0 – 1)         |
| Турнир на шампионките (1 – 0)        |
| Задължителни Висши & Висши 5 (3 – 2) |
| Висши (2 – 1)                        |
| Международни (5 – 2)                 |

| Финали по настилка |
| ------------------ |
| Твърда (7 – 2)     |
| Трева (1 – 0)      |
| Клей (3 – 5)       |
| Мокет (0 – 0)      |

| Изход      | No. | Дата       | Турнир                                         | Настилка   | Опонент            | Резултат                                |
| ---------- | --- | ---------- | ---------------------------------------------- | ---------- | ------------------ | --------------------------------------- |
| Финалистка | 1.  | 01/05/2010 | Маракеш Гран при, Фес, Мароко                  | Клей       | Ивета Бенешова     | 4 – 6, 2 – 6                            |
| Финалистка | 2.  | 24/04/2011 | Маракеш Гран при, Фес, Мароко                  | Клей       | Алберта Брианти    | 4 – 6, 3 – 6                            |
| Финалистка | 3.  | 27/05/2012 | Бръсълс Оупън, Брюксел, Белгия                 | Клей       | Агниешка Радванска | 5 – 7, 0 – 6                            |
| Шампионка  | 1.  | 15/06/2013 | Нюрнбергер Ферзихерунгскъп, Нюрнберг, Германия | Клей       | Андреа Петкович    | 6 – 3, 6 – 3                            |
| Шампионка  | 2.  | 22/06/2013 | Топшелф Оупън, Росмален, Нидерландия           | Трева      | Кирстен Флипкенс   | 6 – 4, 6 – 2                            |
| Шампионка  | 3.  | 14/07/2013 | Гран при на Будапеща, Будапеща, Унгария        | Клей       | Ивон Мойсбургер    | 6 – 3, 6 – 7(7 – 9), 6 – 1              |
| Шампионка  | 4.  | 24/08/2013 | Ню Хейвън Оупън, Ню Хейвън, САЩ                | Твърда     | Петра Квитова      | 6 – 2, 6 – 2                            |
| Шампионка  | 5.  | 20/10/2013 | Купа на Кремъл, Москва, Русия                  | Твърда (з) | Саманта Стосър     | 7 – 6(7 – 1), 6 – 2                     |
| Шампионка  | 6.  | 03/11/2013 | Турнир на шампионките, София, България         | Твърда (з) | Саманта Стосър     | 2 – 6, 6 – 2, 6 – 2                     |
| Шампионка  | 7.  | 16/02/2014 | Катар Тотал Оупън, Доха, Катар                 | Твърда     | Анжелик Кербер     | 6 – 2, 6 – 3                            |
| Финалистка | 4.  | 11/05/2014 | Мутуа Мадрид Оупън, Мадрид, Испания            | Клей       | Мария Шарапова     | 6 – 1, 2 – 6, 3 – 6                     |
| Финалистка | 5.  | 07/06/2014 | Ролан Гарос, Париж, Франция                    | Клей       | Мария Шарапова     | 4 – 6, 7 – 6(7 – 5), 4 – 6              |
| Шампионка  | 8.  | 13/07/2014 | Букурещ Оупън, Букурещ, Румъния                | Клей       | Роберта Винчи      | 6 – 1, 6 – 3                            |
| Финалистка | 6.  | 26/10/2014 | Шампионат на WTA Тур, Сингапур                 | Твърда (з) | Серина Уилямс      | 3 – 6, 0 – 6                            |
| Шампионка  | 9.  | 10/01/2015 | Шънджън Оупън, Шънджън, Китай                  | Твърда     | Тимеа Бачински     | 6 – 2, 6 – 2                            |
| Шампионка  | 10. | 21/02/2015 | Дубай Тенис Чемпиъншипс, Дубай, ОАЕ            | Твърда     | Каролина Плишкова  | 6 – 4, 7 – 6(7 – 4)                     |
| Шампионка  | 11. | 22/03/2015 | Бе Ен Пе Париба Оупън, Индиън Уелс, САЩ        | Твърда     | Йелена Янкович     | 2 – 6, 7 – 5, 6 – 4                     |
| Финалистка | 7.  | 16/08/2015 | Роджърс Къп, Торонто, Канада                   | Твърда     | Белинда Бенчич     | 6 – 7(5 – 7), 7 – 6(7 – 4), 0 – 3, отк. |